# Ріо-Колорадо
Рі́о-Колора́до (ісп. Río Colorado) — річка в центральній частині Аргентини. 

## Характеристики
Річка починається на східному схилі Анд, біля вулкану Домуйо (36°09′02″ пд. ш. 70°23′47″ зх. д. / 36.15056° пд. ш. 70.39639° зх. д.) — утворюється злиттям річок Барранкас і Ріо-Гранде, та тече, перетинаючи посушливу область північної Патагонії, на південний схід до впадіння в Атлантичний океан, формуючи дельту між широтами 39° 30' і 39° 50' пд. ш. 
Довжина річки близько 1114 км, з яких 300 км біля гирла судноплавні для суден з осадкою до 2 м. 
Площа басейну — бл. 350 000 км². Середні витрати води — 148 м³/с. Живлення — снігове і дощове. Головний паводок — навесні. 
Ліва притока — річка Курако.
Навколо Ріо-Колорадо на зрошуваних землях розташовані землеробські райони. На річці збудовані ГЕС Каса-де-П'єдра і Сальто-Андерсен.
Ріо-Колорадо вважається північною межею Патагонії. Також по річці проходить кордон між провінціями Неукен і Мендоса, Ріо-Негро і Ла-Пампа.